# Decreto de tiempo

Diferencia entre la hora legal y la hora local en Rusia.

El decreto de tiempo (ruso: декретное время) se refiere a los cambios introducidos en el sistema de tiempo de la Unión Soviética por decreto del Sovnarkom de 16 de junio de 1930. Por este decreto, todos los relojes en la Unión Soviética se cambiaron permanentemente una hora por delante del tiempo estándar para cada zona horaria.
Es independiente del horario de verano, que fue introducido en la Unión Soviética mucho más tarde, en 1981. De hecho, con ambos turnos de tiempo en efecto, el horario de verano estaba dos horas por delante del tiempo estándar en la Unión Soviética.
De 1982 a 1986, el decreto de tiempo fue gradualmente abolido por el gobierno de la Unión Soviétca en treinta óblasts y repúblicas autónomas de la RSFS de Rusia. A finales de los años ochenta, fue abolido en las repúblicas bálticas, Ucrania y Moldavia, seguido por todo el territorio de la Unión Soviética en marzo de 1991 (ocho meses antes de su disolución).
El 23 de octubre de 1991, el Sóviet Supremo de la RSFS de Rusia decretó restaurar el decreto de tiempo. Fue restaurado el 19 de enero de 1992, con las siguientes exenciones:
- Al óblast de Kaliningrado se le permitió utilizar la hora de Europa Oriental en lugar de la de Moscú.
- Todos los sujetos federales que tendrían que usar la hora de Samara en ausencia de esta exención (Adigueya, la mayor parte del óblast de Arcángel, óblast de Astracán, Chechenia, Chuvasia, Daguestán, Ingusetia, óblast de Ivánovo, Kabardia-Balkaria, Kalmukia, Karacháyevo-Cherkesia, óblast de Kostromá, óblast de Kírov, Krai de Krasnodar, óblast de Lípetsk, Mari El, Mordovia, óblast de Nizhni Nóvgorod, Osetia del Norte-Alania, óblast de Penza, óblast de Rostov, óblast de Riazán, óblast de Samara, óblast de Sarátov, Krai de Stávropol, óblast de Tambov, Tartaristán, Udmurtia, óblast de Uliánovsk, óblast de Vladímir, óblast de Volgogrado, óblast de Vólogda, óblast de Vorónezh y óblast de Yaroslavl) se les permitió usar la hora de Moscú en su lugar.
- Al resto del óblast de Arcángel y la República de Komi se les permitió utilizar la hora de Moscú.
- Se le permitió al óblast de Tiumén utilizar la hora de Ekaterimburgo en vez de la de Omsk.
- Al Krai de Krasnoyarsk se le permitió utilizar la hora de Krasnoyarsk (sus partes más orientales tendrían que usar la de Irkutsk).[1][2]

La mayoría de estas exenciones equivalen a la abolición del decreto de hora en los territorios correspondientes. En la actualidad todos estos sujetos federales utilizan las exenciones.
En 1992 se restableció el tiempo de decreto en Armenia, Azerbaiyán, Georgia, Kazajistán y las antiguas repúblicas de Asia Central.